# Đỗ Phục Uy

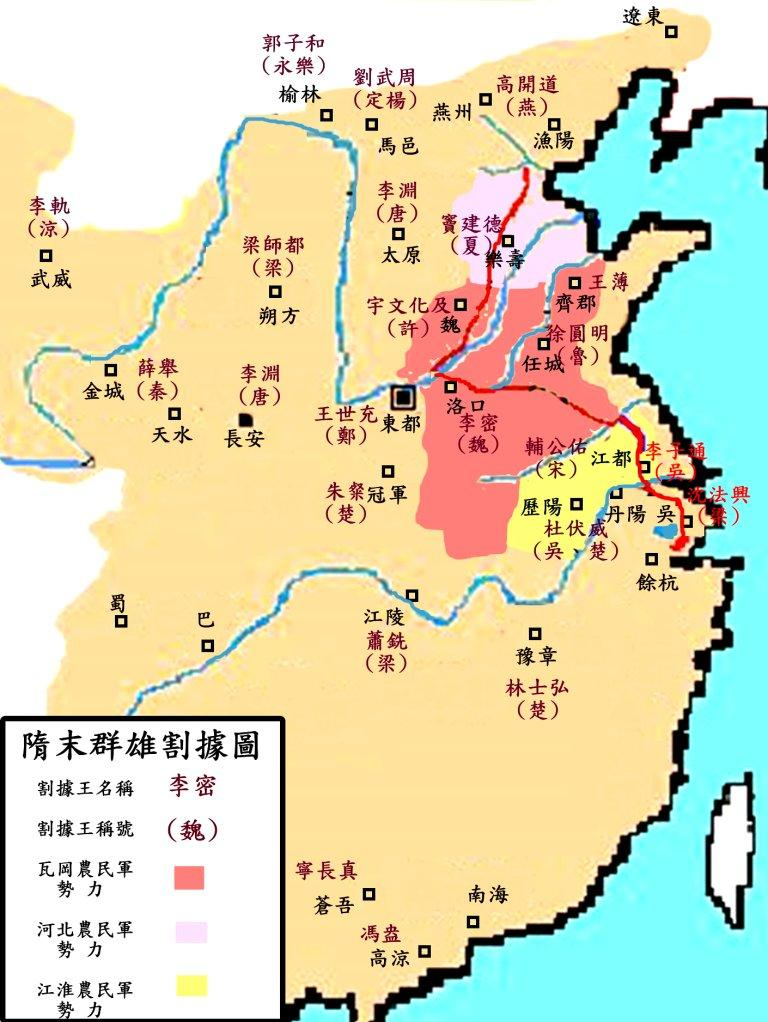
Vùng nằm trong phạm vi thế lực của
Đậu Kiến Đức
Ngõa Cương quân
Đỗ Phục Uy

Đỗ Phục Uy (杜伏威, 598?-624), sau khi quy phục triều Đường có tên là Lý Phục Uy (李伏威), là một thủ lĩnh nổi dậy chống lại sự cai trị của Tùy Dạng Đế. Ông từng có tham vọng chiếm cứ vùng Giang Hoài - khu vực bờ nam hạ du Trường Giang, song đã lựa chọn quy phục triều Đường, nhận tước hiệu Ngô Vương. Năm 622, ông đã đến kinh thành Trường An của Đường để khẳng định lòng trung thành, và ở lại. Năm 624, bộ tướng Phụ Công Thạch của ông đã nổi dậy chống Đường, còn bản thân ông qua đời đột ngột tại Trường An.

## Nổi dậy ban đầu
Đỗ Phục Uy là người Chương Khâu, Tề châu (齊州, nay gần tương ứng với Tế Nam, Sơn Đông). Ông được mô tả là có tính phóng khoáng khi còn trẻ tuổi, không lo kiếm sống, nhà nghèo, không thể tự nuôi sống bản thân. Hảo bằng hữu Phụ Công Thạch thường trộm cừu của thúc để trao cho Đỗ Phục Uy, khiến cả hai bị quan phủ chú ý. Hai người vì thế đã chạy trốn, và họ tập hợp người nổi dậy chống lại triều đình Tùy, ông 16 tuổi (15 tuổi tây) vào năm 613 hoặc một thời gian ngắn trước đó. Ông được mô tả là một người dũng mãnh, bất cứ khi nào quân nổi dậy giao chiến, Đỗ Phục Uy luôn ở trước tiên, và bất cứ khi nào rút lui, ông luôn đi sau cùng. Khi đó trong vùng còn có quân nổi dậy của Miêu Hải Triều (苗海潮), Đỗ Phục Uy phái Phụ Công Thạch đến nói với Miêu:
Nay chúng ta cùng chịu khổ từ sự cai trị của triều Tùy, đều vùng dậy làm đại nghĩa. Chúng ta phân chia lực lượng nên thế yếu, thường lo sợ sẽ bị bắt. Sao ta không hợp lại để mạnh lên, không còn phải lo lắng trước quân Tùy nữa. Nếu ngài thấy mình có khả năng làm chủ, ta sẽ kính trọng mà tuân theo. Nếu ngài tự thấy không kham được, có thể nghe theo mệnh lệnh của ta. Nếu không, chúng ta sẽ phân cao thấp bằng một trận chiến.
Miêu Hải Triều sợ hãi, đem kì chúng quy phục Đỗ Phục Uy. Năm Đại Nghiệp thứ 9 (613), Đỗ Phục Uy suất chúng nhập Trường Bạch Sơn (長白山, nay thuộc Tân Châu, Sơn Đông), song sau đó lại tiến về phía nam, vượt Hoài Hà, tự xưng là tướng quân. Giang Đô lưu thủ khiển hiệu úy Tống Hạo (宋顥) suất binh tấn công Đỗ Phục Uy. Đỗ Phục Uy giả vờ bại trận và lừa quân Tùy mắc kẹt trong một đầm lầy, sau đó phóng hỏa đốt cháy cây cối trong đầm lầy, nhiều lính Tùy bị vây hãm trong đầm lầy và bị lửa thiêu chết. Ông giết chết một thủ lĩnh nổi dậy khác là Triệu Phá Trận (趙破陣), thu giữ binh mã của Triệu. Một thủ lĩnh nổi dậy khác là Lý Tử Thông hội quân với Đỗ Phục Uy vào năm 615, song sau đó lại cố gắng ám sát Đỗ Phục Uy. Đỗ Phục Uy thoát chết song bị thương nặng, được thuộc hạ là Vương Hùng Đản (王雄誕) cứu giúp kịp thời. Sau đó, tướng Tùy là Lai Chỉnh (來整) tiến công và đánh bại Đỗ Phục Uy, ông chạy trốn nhờ công của Vương Hùng Đản và Vương thị- thê của thuộc hạ là Tây Môn Quân Nghi (西門君儀). Quân của Đỗ Phục Uy tan rã, song ông đã tập hợp lại lực lượng ngay sau đó.
Cũng trong khoảng thời gian này, Đỗ Phục Uy tuyển chọn 30 tráng sĩ trong số binh lính của mình, và xem họ là "dưỡng tử", mặc dù khi đó ông mới có 17 tuổi. Những người tài cán nhất trong số các "dưỡng tử" này là Vương Hùng Đản và Khám Lăng (闞稜). Do Đỗ Phục Uy và Phụ Công Thạch là hảo bằng hữu và xem nhau như huynh đệ, các binh sĩ xem Đỗ Phục Uy là "cha", và xem Phụ Công Thạch là "chú".

## Tranh giành vùng hạ du Trường Giang
Mùa thu năm 616, Đỗ Phụ Uy lập căn cứ địa tại Lục Hợp (六合, nay thuộc Nam Kinh, Giang Tô). Lý Tử Thông và Tả Tương Tài (左相才) cũng đóng quân gần đó, và Tùy Dạng Đế khi đó đang ở Giang Đô (江都, nay thuộc Dương Châu, Giang Tô) biết tin liền phái hữu ngự vệ tướng quân Trần Lăng (陳稜) suất 8.000 tinh binh đi đánh Đỗ Phục Uy. Thoạt đầu, Trần Lăng giành được một số chiến thắng, song đến mùa xuân năm 617, Đỗ Phục Uy đã cố ý chọc tức Trần Lăng khi gửi y phục phụ nữ cho Trần Lăng và trong thư gọi Trần Lăng là "Trần mỗ" (bà già Trần). Trần Lăng quả nhiên rất tức giận, vội vã tiến công trong khi chưa chuẩn bị kỹ, kết quả là bị Đỗ Phục Uy đánh bại song may mắn chạy thoát. Sau đó, Đỗ Phục Uy công chiếm Cao Bưu (高郵, nay thuộc Dương Châu) rồi Lịch Dương (歷陽, nay thuộc Sào Hồ, An Huy), biến Lịch Dương thành căn cứ địa và xưng là Lịch Dương tổng quản. Sau đó, ông tập hợp được thêm quân từ các phiến quân địa phương.
Khoảng thời gian này, Đỗ Phục Uy lựa chọn ra 5.000 binh sĩ cảm tử và gọi họ là thượng mộ (上募), đối đãi tốt và đồng cam cộng khổ với họ. Bất cứ khi nào giao chiến, Thượng mộ sẽ đánh trước, và sau khi giao chiến thì họ sẽ canh chừng phía sau. Sau trận chiến, Đỗ Phục Uy sẽ kiểm tra lưng của các Thượng mộ, nếu ai có vết thương ở trên lưng thì sẽ bị xử tử vì bị quy tội đã thoát lui khi chưa được phép. Bản thân Đỗ Phục Uy không thu gom của cải, song ông chia các chiến lợi phẩm cho các binh sĩ. Nếu tướng sĩ nào chiến tử, Đỗ Phục Uy sẽ buộc thê thiếp của người đó tuẫn táng. Các hành động của ông đã nâng cao tinh thần chiến đấu cho binh sĩ.
Vào mùa xuân năm 618, tướng Vũ Văn Hóa Cập tiến hành binh biến sát hại Tùy Dạng Đế rồi tôn Dương Hạo làm hoàng đế, từ bỏ Giang Đô và dẫn quân tiến về phía bắc. Trước khi Vũ Văn Hóa Cập rời Giang Đô, ông ta phái sứ giả đến chỗ Đỗ Phục Uy, bổ nhiệm Đỗ Phục Uy làm Lịch Dương thái thú. Đỗ Phục Uy từ chối quy phục Vũ Văn Hóa Cập, thay vào đó ông thượng biểu quy phục trên danh nghĩa Dương Đồng ở Lạc Dương. Dương Đồng phong cho Đỗ Phục Uy làm Đông đạo đại tổng quản, phong tước Sở Vương. Đỗ Phục Uy di cư đến Đan Dương, tiến dụng nhân sĩ, đại tu khí giới, thu thuế, bỏ luật tuẫn táng, những kẻ cướp bóc gian ác và quan lại tham ô bất kể nặng nhẹ đều bị giết.
Trong khi đó, Đỗ Phục Uy tiến hành tranh giành quyền kiểm soát khu vực với Trần Lượng- người chiếm cứ Giang Đô sau khi Vũ Văn Hóa Cập rời đi; Lý Tử Thông có căn cứ ở Hải Lăng (海陵, nay thuộc Thái Châu, Giang Tô); và Thẩm Pháp Hưng có căn cứ ở Bì Lăng (毗陵, nay thuộc Thường Châu, Giang Tô). Vào mùa thu năm 619, Lý Tử Thông bao vây Trần Lăng ở Giang Đô, Trần Lăng cầu viện cả Thẩm Pháp Hưng và Đỗ Phục Uy, Đỗ Phục Uy đã đích thân dẫn quân đến giải vây cho Giang Đô, trong khi Thẩm Pháp Hưng phái con là Thẩm Quan (沈綸) dẫn quân đến. Lý Tử Thông đã mộ người Giang Nam giả làm binh lính của Thẩm để tiến công quân của Đỗ vào ban đêm, Đỗ Phục Uy không nhận ra nên đã phái binh tiến đánh quân Thẩm. Hai đội quân này tiến đánh lẫn nhau, không thể hỗ trợ được cho Trần Lăng nữa, Lý Tử Thông sau đó đã chiếm được Giang Đô, Trần Lăng chạy đến chỗ Đỗ Phục Uy. Cả Thẩm Quan và Đỗ Phục Uy đều triệt thoái, Lý Tử Thông chiếm được khu vực quanh Giang Đô, tự xưng đế.
Tại Lạc Dương, Vương Thế Sung đã buộc Dương Đồng phải thiện nhượng, kết thúc triều Tùy và lập nên nước Trịnh, trước tình thế này, lại có sứ giả Đường đến chiêu hàng, Đỗ Phục Uy quyết định quy phục triều Đường. Năm 620, Đường Cao Tổ khiển sứ ban cho Đỗ Phục Uy làm Đông Nam đạo hành đài thượng thư lệnh, Giang Hoài dĩ nam an phủ đại sử, Thượng trụ quốc, phong làm Ngô Vương, ban cho họ Lý của hoàng tộc Đường, phong con của Phục Uy là Đức Tuấn làm Sơn Dương công, thưởng 5.000 tấm vải, 300 con ngựa.

## Quy phục triều Đường
Cũng trong năm 620, Lý Tử Thông tiến công Thẩm Pháp Hưng, chiếm được một số thành lớn, trong đó có Kinh Khẩu (京口, nay thuộc Trấn Giang, Giang Tô), Đan Dương (丹楊, nay thuộc Nam Kinh), và đô thành Bì Lăng của Thẩm Pháp Hưng. Sau đó Lý Phục Uy lại phái Phụ Công Thạch cùng Khám Lăng và Vương Hùng Đản đi đánh Lý Tử Thông. Lý Tử Thông chiến bại, phải bỏ Giang Đô và chạy về Kinh Khẩu, rồi sau lại tiếp tục tiến về phía đông, tiến công và đoạt lấy lãnh thổ còn lại của Thẩm Pháp Hưng. Vùng trung bộ và nam bộ Giang Tô về tay Lý Phục Uy, Lý Phục Uy rời căn cứ địa từ Lịch Dương đến Đan Dương.
Vào mùa xuân năm 621, Tần Vương Lý Thế Dân của Đường cho quân bao vây kinh thành Lạc Dương của Trịnh, Đỗ Phục Uy đã phái các bộ tướng là Trần Chính Thông (陳正通) và Từ Thiệu Tông (徐紹宗) suất 2.000 binh đến hội với Lý Thế Dân. Trần và Từ đã chiếm được Lương Thành (梁城, nay thuộc Nhữ Châu, Hà Nam) của Trịnh.
Vào mùa đông năm 621, Lý Phục Uy phái Vương Hùng Đản suất quân tiến công Lý Tử Thông. Vương Hùng Đản đã lừa cho Lý Tử Thông đưa quân trở về Hàng Châu, sau lại buộc Lý Tử Thông đầu hàng. Lý Phục Uy cho giải Lý Tử Thông và thượng thư tả bộc dạ Lạc Bá Thông (樂伯通) của người này đến kinh thành Trường An của Đường, song Đường Cao Tổ đã tha cho họ. Vương Hùng Đản sau đó cũng buộc hai thủ lĩnh nổi dậy lớn khác là Uông Hoa (汪華) và Văn Nhân Toại An (聞人遂安) phải đầu hàng. Vào thời điểm đó, Lý Phục Uy kiểm soát toàn bộ lãnh thổ hạ du Trường Giang và bờ nam Hoài Hà, xa về phía nam đến Tiên Hà Lĩnh (仙霞嶺, tức khoảng ranh giới giữa hai tỉnh Chiết Giang và Phúc Kiến ngày nay).

## Qua đời
Thời điểm này, mặc dù bề ngoài vẫn xem Phụ Công Thạch là huynh đệ, song Phục Uy trong lòng đã nghi ngờ Phụ Công Thạch, vì thế ông cho Vương Hùng Đản và Khám Lăng nắm binh quyền trên thực tế. Phụ Công Thạch nhận ra rằng Lý Phục Uy nghi ngờ mình, trở nên bực tức, song giả bộ mất hứng thú với sự đời, thay vào đó cùng với một cố nhân là Tả Du Tiên (左遊仙) vờ học giả kim thuật. Lý Phục Uy cũng được mô tả là quen thuộc với giả kim thuật nhằm cố gắng kéo dài tuổi thọ, ông thường xuyên dùng mica mặc dù trong đó có nhiều chất độc.
Vào mùa thu năm 622, Lý Thế Dân tiến công và chiếm ưu thế trước Lỗ Vương Từ Viên Lãng, quân Đường ở ngay sát lãnh địa của Lý Phục Uy. Lý Phục Uy lo sợ triều Đường hoài nghi lòng trung thành của mình nên đã quyết định cùng Khám Lăng đến kinh thành Trường An yết kiến Đường Cao Tổ. Trước khi đi, Lý Phục Uy trao lại quyền thống lĩnh quân lính cho Phụ Công Thạch, Vương Hùng Đản làm phó song nắm quyền trên thực tế, Lý Phục Uy bí mật nói với Vương Hùng Đản cần đề phòng Phụ Công Thạch làm biến. Khi Lý Phục Uy đến Trường An, được Đường Cao Tổ đối đãi đặc biệt, như cho phép Phục Uy ngồi trên bảo tọa, và trong dịp khác đã tôn vinh ông còn cao hơn hoàng tử Lý Nguyên Cát. Tuy nhiên, Đường Cao Tổ không cho Phục Uy và Khám Lăng trở về Đan Dương. Vào mùa xuân năm 623, Đường Cao Tổ phong Đỗ Phục Uy làm 'thái tử thái bảo', 'hành đài thượng thư lệnh'.
Trong khi đó, vàu mùa thu năm 623, Phụ Công Thạch đã đoạt lấy binh quyền của Vương Hùng Đản và nổi dậy, tuyên bố rằng Phục Uy đã bị bắt và bí mật hạ lệnh cho ông ta nổi dậy chống Đường. Vào mùa xuân năm 624, Phục Uy đột ngột qua đời, theo chính sử thì nguyên nhân cái chết là ông trúng độc do hậu quả từ những lần thực hiện giả kim thuật, nhưng cũng có quan điểm rằng ông bị Đường Cao Tổ ra lệnh ám sát. Sau khi Triệu quận vương Lý Hiếu Cung (một thành viên hoàng tộc Đường) đánh bại và giết chết Phụ Công Thạch, Lý Hiếu Cung tin vào lời khai của Phụ Công Thạch rằng hành động nổi dậy là theo lệnh của Phục Uy, vì thế đã thượng tấu Đường Cao Tổ. Đường Cao Tổ hạ lệnh bãi mọi tước hiệu của Phục Uy, thê tử của ông bị bắt làm nô bộc. Sau khi Lý Thế Dân đăng cơ, tức Đường Thái Tông, vào năm 626, do biết rằng Phục Uy không tham gia vào âm mưu nổi dậy của Phụ Công Thạch, Đường Thái Tông đã phục quan tước cho Phục Uy, phóng thích thê tử của ông, cải táng theo nghi lễ dành cho công tước.